# Джеффрис, Дакуан
Дакуан Маркель Джеффрис (англ. DaQuan Marquel Jeffries; род. 30 августа 1997, Эдмонд, Оклахома) — американский профессиональный баскетболист клуба НБА «Шарлотт Хорнетс».

## Карьера в колледже
Джеффрис играл в колледжах «Орал Робертс» и «Уэстерн Техас», а затем перевёлся в «Талсу», где отыграл два сезона. В старших классах он набирал в среднем 13 очков и 5,6 подборов за игру и был включен в третью сборную конференции AAC. После сезона Джеффрис принял участие в Portsmouth Invitational Tournament.

## Профессиональная карьера
Первоначально предполагалось, что Джеффриса выберут во втором раунде, но его не выбрали на драфте НБА 2019 года. 21 июня 2019 года он подписал контракт с «Орландо Мэджик». Как сообщается, он отклонил двухстороннюю сделку, чтобы побороться за место в составе команды. 19 октября 2019 года «Мэджик» отпустили Джеффриса.

### Сакраменто Кингз (2019—2021)
21 октября 2019 года Джеффрис подписал двусторонний контракт с «Сакраменто Кингз». По условиям сделки он будет делить время между «Кингз» и их фарм-клубом «Стоктон Кингз» из Джи-Лиги НБА. 13 декабря Джеффрис набрал 44 очка, 9 подборов и 2 блока за «Стоктон» в победной игре против «Су-Фолс Скайфорс». Позже в декабре он получил нераскрытую травму.
28 ноября 2020 года Джеффрис подписал стандартный контракт с «Кингз». 3 апреля 2021 года Джеффрис был отчислен из «Сакраменто». Он появился в 31 игре за два сезона.

### Хьюстон Рокетс (2021)
5 апреля 2021 года «Хьюстон Рокетс» взял Джеффриса из списка отказов. 13 мая «Рокетс» отчислили его после 13 сыгранных матчей.

### Колледж-Парк Скайхокс (2019—2021)
15 мая 2021 года «Сан-Антонио Спёрс» взяли Джеффриса из списка отказов.
7 октября 2021 года Джеффрис подписал контракт с «Атланта Хокс». Однако 15 октября он был отчислен. Чуть позже Джеффрис подписал контракт с «Колледж-Парк Скайхокс». В среднем он набирал 15,4 очка и 2,4 подбора за игру.

### Мемфис Гриззлис (2022)
1 января 2022 года Джеффрис подписал 10-дневный контракт с Мемфис Гриззлис. За это время он принял участие в трёх играх, набрав в общей сложности 2 очка. 11 января 2022 года Джеффрис был снова приобретен «Колледж-Парк Скайхокс».

### Нью-Йорк/Уэстчестер Никс (2022—2024)
15 сентября 2022 года Джеффрис подписал контракт с «Нью-Йорк Никс», но был отчислен по окончании тренировочного лагеря. 24 октября он присоединился к «Уэстчестер Никс».
29 ноября 2022 года Джеффрис подписал двусторонний контракт с «Нью-Йорк Никс» после хорошей игры за «Уэстчестер Никс». 5 марта 2023 года «Никс» подписали 10-дневный контракт с ним, 16 марта подписали с ним второй 10-дневный контракт, а 26 марта подписали с ним стандартную сделку. 30 декабря 2023 года «Нью-Йорк Никс» отказались от услуг Джеффриса.
2 января 2024 года Джеффрис вновь присоединился к «Уэстчестер Никс», а 22 февраля с ним был подписан 10-дневный контракт. 3 марта он вернулся в «Уэстчестер», а 14 марта снова присоединился к «Нью-Йорку» по ещё одному 10-дневному контракту. 25 марта он подписал контракт с «Нью-Йорком» на оставшуюся часть сезона.

### Шарлотт Хорнетс (2024—настоящее время)
2 октября 2024 года Джеффрис был отдан в «Шарлотт Хорнетс» в ходе трёхсторонней сделки с участием «Миннесота Тимбервулвз», в которой «Миннесота» приобрела Кейту Бэйтс-Диопа, Донте Дивинченцо, Джулиуса Рэндла и один защищенный выбор первого раунда. «Хорнетс» также получили Чарли Брауна-младшего, Дуэйна Вашингтона-младшего, три выбора второго раунда и компенсацию драфта. «Нью-Йорк» приобрела Карла-Энтони Таунса и права драфта на Джеймса Ннаджи.

## Статистика

### Статистика в НБА
| Сезон                                                                                    | Команда    | Регулярный сезон | Регулярный сезон | Регулярный сезон | Регулярный сезон | Регулярный сезон | Регулярный сезон | Регулярный сезон | Регулярный сезон | Регулярный сезон | Регулярный сезон | Регулярный сезон | Серия плей-офф | Серия плей-офф | Серия плей-офф | Серия плей-офф | Серия плей-офф | Серия плей-офф | Серия плей-офф | Серия плей-офф | Серия плей-офф | Серия плей-офф | Серия плей-офф |
| Сезон                                                                                    | Команда    | GP               | GS               | MPG              | FG%              | 3P%              | FT%              | RPG              | APG              | SPG              | BPG              | PPG              | GP             | GS             | MPG            | FG%            | 3P%            | FT%            | RPG            | APG            | SPG            | BPG            | PPG            |
| ---------------------------------------------------------------------------------------- | ---------- | ---------------- | ---------------- | ---------------- | ---------------- | ---------------- | ---------------- | ---------------- | ---------------- | ---------------- | ---------------- | ---------------- | -------------- | -------------- | -------------- | -------------- | -------------- | -------------- | -------------- | -------------- | -------------- | -------------- | -------------- |
| 2019/20                                                                                  | Сакраменто | 13               | 0                | 10,8             | 50,0             | 27,8             | 83,3             | 1,4              | 0,5              | 0,3              | 0,1              | 3,8              | Не участвовал  | Не участвовал  | Не участвовал  | Не участвовал  | Не участвовал  | Не участвовал  | Не участвовал  | Не участвовал  | Не участвовал  | Не участвовал  | Не участвовал  |
| 2020/21                                                                                  | Сакраменто | 18               | 2                | 12,9             | 42,1             | 32,1             | 85,7             | 1,6              | 0,3              | 0,4              | 0,2              | 3,5              | Не участвовал  | Не участвовал  | Не участвовал  | Не участвовал  | Не участвовал  | Не участвовал  | Не участвовал  | Не участвовал  | Не участвовал  | Не участвовал  | Не участвовал  |
| 2020/21                                                                                  | Хьюстон    | 13               | 3                | 20,1             | 41,3             | 28,2             | 100,0            | 3,2              | 1,2              | 0,6              | 0,5              | 4,9              | Не участвовал  | Не участвовал  | Не участвовал  | Не участвовал  | Не участвовал  | Не участвовал  | Не участвовал  | Не участвовал  | Не участвовал  | Не участвовал  | Не участвовал  |
| 2021/22                                                                                  | Мемфис     | 3                | 0                | 3,0              | 50,0             | 0,0              | -                | 0,7              | 0,3              | 0,0              | 0,0              | 0,7              | Не участвовал  | Не участвовал  | Не участвовал  | Не участвовал  | Не участвовал  | Не участвовал  | Не участвовал  | Не участвовал  | Не участвовал  | Не участвовал  | Не участвовал  |
| 2022/23                                                                                  | Нью-Йорк   |                  |                  |                  |                  |                  |                  |                  |                  |                  |                  |                  | 2              | 0              | 2,5            | -              | -              | -              | 0,0            | 0,0            | 0,0            | 0,0            | 0,0            |
| 2023/24                                                                                  | Нью-Йорк   | 17               | 0                | 2,7              | 35,3             | 20,0             | 0,0              | 0,3              | 0,3              | 0,0              | 0,1              | 0,8              | 4              | 0              | 5,0            | 37,5           | 40,0           | -              | 1,0            | 0,0            | 0,3            | 0,0            | 2,0            |
| 2024/25                                                                                  | Шарлотт    | 47               | 20               | 22,8             | 40,5             | 33,5             | 80,0             | 2,9              | 1,1              | 0,6              | 0,5              | 6,7              | Не участвовал  | Не участвовал  | Не участвовал  | Не участвовал  | Не участвовал  | Не участвовал  | Не участвовал  | Не участвовал  | Не участвовал  | Не участвовал  | Не участвовал  |
|                                                                                          | Всего      | 111              | 25               | 15,9             | 41,5             | 31,5             | 78,3             | 2,1              | 0,8              | 0,4              | 0,3              | 4,6              | 6              | 0              | 4,2            | 37,5           | 40,0           | -              | 0,7            | 0,0            | 0,2            | 0,0            | 1,3            |
| Наведите курсор мыши на аббревиатуры в заголовке таблицы, чтобы прочесть их расшифровку. |            |                  |                  |                  |                  |                  |                  |                  |                  |                  |                  |                  |                |                |                |                |                |                |                |                |                |                |                |

### Статистика в Джи-Лиге
| Сезон                                                                                    | Команда               | Регулярный сезон | Регулярный сезон | Регулярный сезон | Регулярный сезон | Регулярный сезон | Регулярный сезон | Регулярный сезон | Регулярный сезон | Регулярный сезон | Регулярный сезон | Регулярный сезон | Серия плей-офф | Серия плей-офф | Серия плей-офф | Серия плей-офф | Серия плей-офф | Серия плей-офф | Серия плей-офф | Серия плей-офф | Серия плей-офф | Серия плей-офф | Серия плей-офф |
| Сезон                                                                                    | Команда               | GP               | GS               | MPG              | FG%              | 3P%              | FT%              | RPG              | APG              | SPG              | BPG              | PPG              | GP             | GS             | MPG            | FG%            | 3P%            | FT%            | RPG            | APG            | SPG            | BPG            | PPG            |
| ---------------------------------------------------------------------------------------- | --------------------- | ---------------- | ---------------- | ---------------- | ---------------- | ---------------- | ---------------- | ---------------- | ---------------- | ---------------- | ---------------- | ---------------- | -------------- | -------------- | -------------- | -------------- | -------------- | -------------- | -------------- | -------------- | -------------- | -------------- | -------------- |
| 2019/20                                                                                  | Стоктон Кингз         | 27               | 22               | 31,0             | 46,0             | 34,2             | 70,5             | 6,9              | 1,7              | 1,1              | 0,7              | 16,5             | Не участвовал  | Не участвовал  | Не участвовал  | Не участвовал  | Не участвовал  | Не участвовал  | Не участвовал  | Не участвовал  | Не участвовал  | Не участвовал  | Не участвовал  |
| 2021/22                                                                                  | Колледж-Парк Скайхокс | 25               | 18               | 26,2             | 50,4             | 39,4             | 93,8             | 3,4              | 1,6              | 1,1              | 0,7              | 15,0             | Не участвовал  | Не участвовал  | Не участвовал  | Не участвовал  | Не участвовал  | Не участвовал  | Не участвовал  | Не участвовал  | Не участвовал  | Не участвовал  | Не участвовал  |
| 2022/23                                                                                  | Уэстчестер Никс       | 36               | 36               | 33,1             | 48,8             | 34,3             | 70,6             | 6,3              | 2,5              | 1,6              | 1,0              | 19,9             | Не участвовал  | Не участвовал  | Не участвовал  | Не участвовал  | Не участвовал  | Не участвовал  | Не участвовал  | Не участвовал  | Не участвовал  | Не участвовал  | Не участвовал  |
| 2023/24                                                                                  | Уэстчестер Никс       | 16               | 14               | 35,4             | 49,1             | 40,2             | 75,0             | 5,9              | 2,5              | 0,6              | 0,9              | 23,0             | Не участвовал  | Не участвовал  | Не участвовал  | Не участвовал  | Не участвовал  | Не участвовал  | Не участвовал  | Не участвовал  | Не участвовал  | Не участвовал  | Не участвовал  |
|                                                                                          | Всего                 | 104              | 90               | 31,3             | 48,5             | 36,4             | 75,1             | 5,7              | 2,1              | 1,2              | 0,8              | 18,3             | Не участвовал  | Не участвовал  | Не участвовал  | Не участвовал  | Не участвовал  | Не участвовал  | Не участвовал  | Не участвовал  | Не участвовал  | Не участвовал  | Не участвовал  |
| Наведите курсор мыши на аббревиатуры в заголовке таблицы, чтобы прочесть их расшифровку. |                       |                  |                  |                  |                  |                  |                  |                  |                  |                  |                  |                  |                |                |                |                |                |                |                |                |                |                |                |

### Статистика в NCAA
| Сезон | Команда      | Conf         | Class        | GP | GS | MPG  | FG%  | 3P%  | FT%  | RPG | APG | SPG | BPG | PPG  |
| --- | ------------ | ------------ | ------------ | -- | -- | ---- | ---- | ---- | ---- | --- | --- | --- | --- | ---- |
| 2015/16 | Орал Робертс | Summit       | FR           | 29 | 7  | 20,3 | 57,4 | 39,3 | 78,3 | 4,4 | 0,8 | 0,6 | 0,6 | 6,7  |
| 2017/18 | Талса        | AAC          | JR           | 25 | 9  | 22,0 | 54,2 | 39,3 | 79,2 | 4,9 | 0,8 | 0,6 | 1,4 | 9,7  |
| 2018/19 | Талса        | AAC          | SR           | 31 | 31 | 28,1 | 50,2 | 36,6 | 75,5 | 5,6 | 1,8 | 1,0 | 1,2 | 13,0 |
| Всего | Всего        | Всего        | Всего        | 85 | 47 | 23,6 | 53,0 | 37,7 | 77,0 | 5,0 | 1,2 | 0,8 | 1,1 | 9,9  |
| Орал Робертс | Орал Робертс | Орал Робертс | Орал Робертс | 29 | 7  | 20,3 | 57,4 | 39,3 | 78,3 | 4,4 | 0,8 | 0,6 | 0,6 | 6,7  |
| Талса | Талса        | Талса        | Талса        | 56 | 40 | 25,4 | 51,7 | 37,5 | 76,6 | 5,3 | 1,4 | 0,8 | 1,3 | 11,5 |
| Наведите курсор мыши на аббревиатуры в заголовке таблицы, чтобы прочесть их расшифровку Статистика приведена с сайта sports-reference.com |              |              |              |    |    |      |      |      |      |     |     |     |     |      |